# Bouquetot
Bouquetot is een gemeente in het Franse departement Eure (regio Normandië). De plaats maakt deel uit van het arrondissement Bernay. Bouquetot telde op 1 januari 2022 1.049 inwoners.

## Geografie
De oppervlakte van Bouquetot bedroeg op 1 januari 2022 13,07 vierkante kilometer; de bevolkingsdichtheid was toen 80,3 inwoners per km².

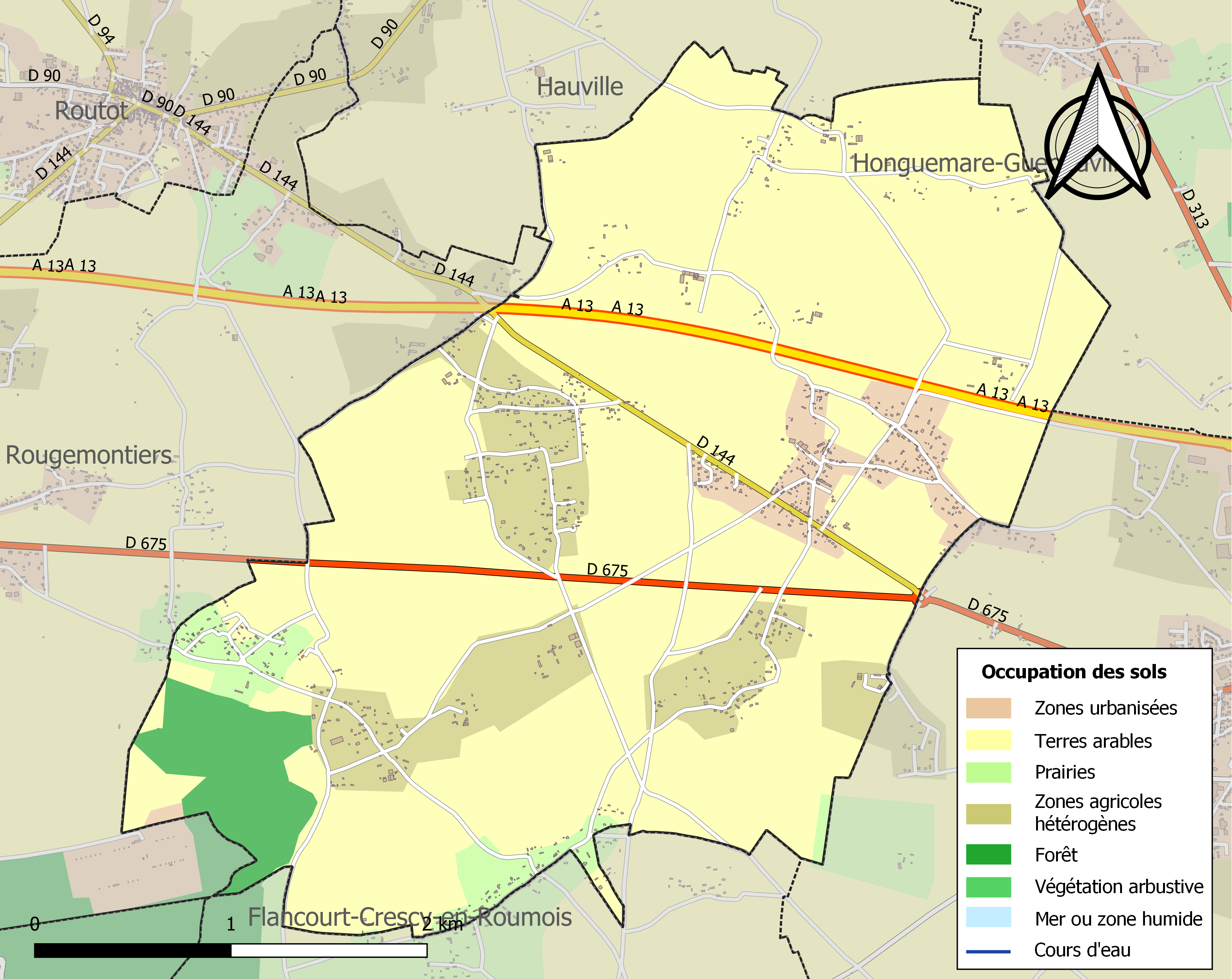
Kaart van de gemeente met belangrijkste infrastructuur, bodemgebruik en omliggende gemeenten

## Demografie
Onderstaande figuur toont het verloop van het inwonertal (bron: INSEE-tellingen).